# ジョニー・ドーキンス
ジョニー・アール・ドーキンス・ジュニア（Johnny Earl Dawkins Jr.、1963年9月28日- ）はワシントンD.C.出身のバスケットボール選手、指導者。現在スタンフォード大学のヘッドコーチ。NBAの3チームで9シーズンプレーした。ポジションはポイントガード。

## 経歴

### プロ入りまで
高校時代にはマクドナルド・オールアメリカンに選出された。デューク大学に進学した彼は1984年のロサンゼルスオリンピックアメリカ代表の補欠にもなった。4年次の1985-86シーズンに彼は1試合平均20.2得点をあげてネイスミス賞に選ばれた。チームはこのシーズン、37勝3敗という当時のNCAAシーズン記録の勝利をあげたがNCAAトーナメント決勝でルイビル大学に69-72で敗れた。
2,556得点という大学記録を残して卒業した。この記録は2006年にJ.J.レディックに更新されるまで残った。大学時代の背番号24は後に永久欠番となった。また2002年にはアトランティック・コースト・カンファレンスの偉大な50人のバスケットボール選手に選ばれている。

### NBA
1986年のNBAドラフトで1巡目全体10位でサンアントニオ・スパーズに指名されて入団した。翌1987年にはNBAオールスター・スラムダンクコンテストに出場した。1989年8月、ジェイ・ヴィンセントと共にモーリス・チークス、クリス・ウェルプ、デビッド・ウィンゲートとの交換でフィラデルフィア・セブンティシクサーズへ移籍した。
シクサーズに在籍した1990年11月、右足のハムストリングを痛めて手術を行いシーズン残り試合を棒に振った。シクサーズには1994年まで在籍しその年10月デトロイト・ピストンズと契約し、シーズン終了後現役生活を終えた。
怪我をした後、出場時間が減少し9シーズンで1試合平均11.1得点、5.5アシスト、2.5リバウンドの成績を残して現役生活を終えた。

### コーチとしてのキャリア
現役引退後の1996年、彼はデューク大学に戻りアスレチック部門のインターンとなった。1998年よりマイク・シャシェフスキーヘッドコーチの下でアシスタントコーチに就任、2008年4月にスタンフォード大学のヘッドコーチに就任した。